# مورتن هالگارد
مورتن هالگارد (انگلیسی: Morten Hulgaard؛ زادهٔ ۲۳ اوت ۱۹۹۸ ‏(۲۶ سال)) دوچرخه‌سوار اهل دانمارک است.